# Charles de la Salle
Charles de la Salle (Calais, 1897. december 8. – Calais, 1973. január 31.) francia nemzetközi labdarúgó-játékvezető.

## Pályafutása

### Nemzetközi játékvezetés
Az I. Liga játékvezetőjeként 1949-ben vonult vissza.

#### Nemzeti kupamérkőzések
Vezetett kupadöntők száma: 1.

##### Francia labdarúgókupa
| Időpont        | Helyszín                 | Mérkőzés típusa | Mérkőzés                           | Eredmény | Nézők száma |
| -------------- | ------------------------ | --------------- | ---------------------------------- | -------- | ----------- |
| 1940. május 5. | Parc des Princes, Párizs | döntő           | Racing Club–Olympique de Marseille | 2 – 1    | 38 000      |

### Nemzetközi játékvezetés
A Francia labdarúgó-szövetség Játékvezető Bizottsága (JB) terjesztette fel nemzetközi játékvezetőnek, a Nemzetközi Labdarúgó-szövetség (FIFA) 1939-től(tartotta nyilván bírói keretében. A FIFA JB központi nyelvei közül a franciát beszélte. Több nemzetek közötti válogatott és klubmérkőzést vezetett, vagy működő társának partbíróként segített. Az aktív nemzetközi játékvezetéstől 1949-ben búcsúzott. Válogatott mérkőzéseinek száma: 13.

#### Labdarúgó-világbajnokság
A világbajnoki döntőkhöz vezető úton Franciaországba a III., az 1938-as labdarúgó-világbajnokságra és Brazíliába a IV., az 1950-es labdarúgó-világbajnokságra a FIFA JB partbíróként alkalmazta. 1938-ban a FIFA JB általános gyakorlatának megfelelően a hazai szövetségtől kért 10 fő játékvezetőt, kifejezetten partbírói feladatok ellátására. Az egyik nyolcaddöntőn Roger Conrié játékvezető első számú segítő partbíróként tevékenykedett. Játékvezetői sérülés esetén tovább vezethette volna a mérkőzést. Az egyik negyeddöntő mérkőzésen Hertzka Pál második számú partbírója volt. 1950-ben Prudencio Garcia partbíróval a legtöbb, 4-4 mérkőzésen szolgálhatták a labdarúgást. Tizenkettő évvel az első világbajnokságát követően három csoportmérkőzésen és a csoportmérkőzések győzteseinek egyik találkozóján lett foglalkoztatva. Partbírói mérkőzéseinek száma világbajnokságon: 6

##### 1938-as labdarúgó-világbajnokság

###### Világbajnoki mérkőzés
| Időpont          | Helyszín                           | Mérkőzés típusa    | Mérkőzés                         | Játékvezető  | Eredmény | Nézők száma |
| ---------------- | ---------------------------------- | ------------------ | -------------------------------- | ------------ | -------- | ----------- |
| 1938. június 5.  | Velodrome Municipal Stadion, Reims | egyik nyolcaddöntő | Magyarország–Holland Kelet-India | Roger Conrié | 6 : 0    | 8 000       |
| 1938. június 12. | Lescure Stadion, Bordeaux          | egyik negyeddöntő  | Brazília–Csehszlovákia           | Hertzka Pál  | 1 : 1    | 25 000      |

#### Olimpiai játékok
Az 1948. évi nyári olimpiai játékok labdarúgó tornáján bíróként tevékenykedett.

##### 1948. évi nyári olimpiai játékok
| Időpont            | Helyszín                        | Mérkőzés típusa | Mérkőzés                              | Eredmény | Nézők száma |
| ------------------ | ------------------------------- | --------------- | ------------------------------------- | -------- | ----------- |
| 1948. augusztus 2. | Griffin Park Stadion, Brentford | első forduló    | Olaszország–Amerikai Egyesült Államok | 9 – 0    | 20 000      |

## Sikerei, díjai
1969-ben a nemzetközi játékvezetés hírnevének erősítése, hazájában 10 éve a legmagasabb Ligában (osztályban) folyamatosan tevékenykedő, eredményes pályafutása elismeréseként, a FIFA JB felterjesztésére az 1965-ben alapított International Referee Special Award címmel és oklevéllel tüntette ki.